# کاخ سفید (فیلم)
«کاخ سفید» (انگلیسی: White House (film)) فیلمی در ژانر ترسناک است که در سال ۲۰۱۰ منتشر شد. از بازیگران آن می‌توان به مگان یونگ اشاره کرد.